# Mount Toogood
Mount Toogood är ett berg i Antarktis. Det ligger i Östantarktis. Nya Zeeland gör anspråk på området. Toppen på Mount Toogood är 2 100 meter över havet.
Terrängen runt Mount Toogood är huvudsakligen kuperad, men åt sydväst är den platt. Trakten är obefolkad. Det finns inga samhällen i närheten.